# Callogryllus tengalis
Callogryllus tengalis är en insektsart som beskrevs av Bhargava 1996. Callogryllus tengalis ingår i släktet Callogryllus och familjen syrsor. Inga underarter finns listade i Catalogue of Life.